# De Meestersmolen
De Meestersmolen is een windmolen in de West-Vlaamse gemeente Oostvleteren.

## Geschiedenis
Deze houten staakmolen werd vermoedelijk omstreeks 1760 gebouwd in de gemeente Gijverinkhove. In 1943 werd de molen verdekkerd op één roede en in 1952 grondig hersteld door toenmalig molenaar Maurice Dewilde. In 1954 werd hij echter stilgelegd en het binnenwerk werd verder gebruikt in een mechanische maalderij tot 1988. De molen geraakte in verval en werd in 1963 gekocht door René De Meester, de burgemeester van Oostvleteren en in 1968 geschonken aan de gemeente. In 1973 werd hij ontmanteld, gerestaureerd en in Oostvleteren opnieuw opgebouwd. Sinds 1974 wordt de molen door vrijwillige molenaars in werking gehouden. In 2002 onderging de molen stormschade en moest hij gestut worden. De molen werd terug maalvaardig hersteld.